# Pterognathia hawaiiensis
Pterognathia hawaiiensis är en djurart som tillhör fylumet käkmaskar, och som beskrevs av Wolfgang Sterrer 1991. Pterognathia hawaiiensis ingår i släktet Pterognathia och familjen Pterognathiidae. Inga underarter finns listade i Catalogue of Life.